# Xiitake
El xiitake (Lentinula edodes) és una espècie de bolet agarical de la família de les omfalotàcies (Omphalotaceae), comestible i originari de l'est d'Àsia. A Occident es coneix pel seu nom en japonès (椎茸), que indica que és un bolet (茸, take) que creix sobre troncs morts de castanyer japonès (椎, xii), un arbre del gènere Castanopsis (C. cuspidata). En xinès mandarí es diu xiānggū (香菇), que vol dir 'bolet olorós' o 'bolet deliciós'. És el bolet més menjat del món després del xampinyó. Forma part tradicional de les cuines xinesa, japonesa, coreana i tailandesa. A més del seu ús culinari, ha estat consumit des de la dinastia Ming en la medicina tradicional xinesa per curar diverses malalties i per promoure el txi. En la medicina occidental s'ha investigat algunes substàncies químiques del xiitake, que semblen tenir propietats medicinals anticanceroses i antimicrobianes. El xiitake és un fong comestible molt apreciat al Japó, la Xina i Corea des de fa 2.000 anys. És originari de la Xina, des d'on es va exportar al Japó, Europa (principalment a Holanda) i Estats Units.

## Taxonomia
El bolet va ser descrit per primera vegada científicament com Agaricus edodes per Miles Joseph Berkeley el 1877. Va ser col·locat en el gènere Lentinula per David Pegler el 1976. El bolet ha adquirit una àmplia sinonímia en la seva història taxonòmica:
- Agaricus edodes Berk. (1878)
- Armillaria edodes (Berk.) Sacc. (1887)
- Mastoleucomychelloes edodes (Berk.) Kuntze (1891)
- Cortinellus edodes (Berk.) S.Ito & S.Imai (1938)
- Lentinus edodes (Berk.) Cantant (1941)
- Collybia shiitake J.Schröt. (1886)
- Lepiota shiitake (J.Schröt.) Nobuj. Tanaka (1889)
- Cortinellus shiitake (J.Schröt.) Henn. (1899)
- Tricholoma shiitake (J.Schröt.) Lloyd (1918)
- Lentinus shiitake (J.Schröt.) Cantant (1936)
- Lentinus tonkinensis Pat. (1890)
- Lentinus mellianus Lohwag (1918)

L'epítet específic edodes és la paraula llatina que vol dir "comestible".

## Distribució i hàbitat
És autòctona de països asiàtics com el Japó, la Xina o Corea. Després es va exportar a Europa (Països Baixos principalment) i actualment es cultiva arreu del món, inclosos els Estats Units. A l'estat espanyol s'està iniciant la producció del xiitake a la zona de Catalunya, amb fins tant culinaris com farmacològics.
Es poden trobar micelis d'aquest basidiomicet en llocs humits dels boscos, sobre troncs en descomposició, principalment a sota de l'escorça, sobre fulles mortes i humides, o sobre altra matèria orgànica.

## Cultiu
El registre escrit més antic del cultiu es troba als registres del comtat de Longquan (龍泉縣志) compilat per He Zhan (何澹) el 1209 durant la dinastia Song a la Xina. La descripció de 185 paraules del conreu es va adaptar en un llibre d'un horticultor japonès Satō Chūryō (佐藤中陵) el 1796, el primer llibre sobre el cultiu de xiitake al Japó. Els japonesos conreaven el bolet tallant arbres shii amb destrals i col·locant els troncs per arbres que ja creixien shiitake o contenien espores. Abans de 1982, la varietat d'aquests bolets de les illes japoneses només es podia cultivar en llocs tradicionals amb mètodes antics. Un informe de 1982 sobre la floració i el creixement de la varietat japonesa va revelar oportunitats de cultiu comercial als Estats Units.
Els sistemes de producció del xiitake són bàsicament dos, el cultiu sobre fusta d'ús tradicional i el cultiu sobre bloc sintètic, més estès en l'actualitat.
Antigament, els camperols xinesos estenien a la terra fusta d'alzina i faig, a la qual havien realitzat abans uns talls i esperaven fins que s'omplien de bolets de xiitake. Era un mètode laboriós, però no sempre tenia èxit. Actualment, el xiitake s'aconsegueix mitjançant grans cultius en els quals s'aplica un combinat de bolets especialment cultivat en fusta d'arbres acabats de talar. Depenent de les condicions climatològiques, el bolet està llest per a ser recol·lectat al cap de 8 a 15 mesos.
El cultiu de xiitake en bosses de plàstic amb substrat esterilitzat està agafant popularitat en molts països. El cicle de cultiu amb aquest mètode és curt i ràpid i les produccions són més altes i homogènies. Un cop el substrat hagi completat la seva maduració, s'afavoreix la fructificació per immersió en aigua freda durant 24 hores. Després es col·loca sota un bon control ambiental. El xiitake necessita llum per a una bona fructificació i ha de ser regat per mantenir la superfície humida.
Els xiitake es conreen àmpliament a tot el món, contribuint al voltant del 25% de la producció total anual de bolets. Comercialment, els bolets xiitake solen cultivar-se en condicions similars al seu entorn natural, sigui en substrat artificial o en troncs de fusta dura, com el roure.

## Toxicitat
Rarament, el consum de bolets shiitake crus o lleugerament cuinats pot provocar una reacció al·lèrgica anomenada "dermatitis shiitake", inclosa una erupció pruriginosa eritematosa, micropapular i amb una erupció cutània ratllada a tot el cos, incloent-hi la cara i el cap, que apareix unes 24 hores després del consum, possiblement empitjora per l'exposició al sol i desapareix després de 3 a 21 dies. Aquest efecte, presumiblement causat pel polisacàrid, la lentina, és més comú a l'Àsia oriental, però pot créixer a Europa a mesura que augmenta el seu consum. Una cocció a fons pot eliminar l'al·lergenicitat.

## Usos

### Gastronomia
Els xiitake tenen el sabor més intens dels xampinyons. Aquest sabor salat, que s'assembla una mica al de la carn, en japonès es diu umami, i els fa populars en plats tradicionals vegetarians com ara el xinès luóhàn zhāi, o "delícies de Buda". Són un ingredient freqüent en els stir-fry i les sopes en la cuina asiàtica. També es mengen a Rússia, típicament confitats en vinagre. Des d'Àsia s'han escampat en anys recents en la cuina occidental.
El xiitake es menja fresc i dessecat; el sabor d'umami és intensificat pel procés d'assecament, sobretot quan es fa de manera tradicional, és a dir, a l'aire lliure i gràcies a l'acció del sol. En aquest cas, els bolets han de ser rehidratats abans de cuinar; per fer-ho, se'ls aboca aigua bullent i se'ls deixa inflar una estona. L'aigua pot servir com a ingredient en un brou per afegir el sabor dels bolets (després de ser filtrat per treure la sorra). En la cuina japonesa, el xiitake deshidratat és un ingredient comú de la sopa de miso.
També és anomenat "Hua gu", "Shiang-gu" o "Xianggu, "Pasania fungus" i "Dongo".

### Medicina tradicional xinesa
- Manteniment general de la salut: cal prendre de 3 a 4 g de xiitake deshidratat al dia.
- Enverinament per fongs: 9 g de xiitake deshidratat al dia bullits en aigua. Cal prendre-ho tot en un dia.
- Per al xarampió en nens: cal prendre 6 g de xiitake deshidratat bullit en aigua a foc lent. Cal prendre-ho dues vegades al dia.
- Mal de panxa. 9 g de xiitake deshidratat bullit al dia.
- Mal de cap i debilitat.
- Ajuda a accelerar el processament del colesterol al fetge.[14][15]
- Ajuda a combatre el càncer.[14]
- Pot ser efectiu contra l'hepatitis B.[14]

### Nutrició
Per cada 100 grams, els bolets xiitake crus proporcionen 34 quilocalories d'energia alimentària i són un 90% d'aigua, un 7% d'hidrats de carboni, un 2% de proteïnes i menys d'un 1% de greix. Els bolets crus contenen nivells moderats d'alguns minerals dietètics.
Com tots els bolets, els xiitakes produeixen vitamina D2 després de l'exposició del seu ergosterol intern als raigs ultraviolats B (UVB) de la llum solar o tubs fluorescents UVB de banda ampla.

## Morfologia
El xiitake és un bolet de talla mitjana, de color marró fosc al centre i més clar a la perifèria (encara que quan creix de manera silvestre és de color ambre), més carnós que el xampinyó i amb un pes de 60-70 g.
Presenta un barret de 5–12 cm, el qual, a vegades, és umbonat. Aquest umbó és central i de color marró clar o fosc, amb tons rogencs. És lleugerament convex o pla convex en estat madur. La superfície del barret es troba coberta per escates blanquinoses, especialment, al llarg del marge. A la part inferior del barret, presenta unes làmines que poden ser adherides o lliures, blanquinoses, comprimides i de marges serrats. El peu és central, curt i flexuós; es troba cobert per unes petites escates fibroses i conté un anell efímer blanquinós o castany fosc. La carn té molt de gust i presenta la particularitat de poder assecar-se i rehidratar-se fàcilment.

## Cicle reproductiu
Els basidiomicets no disposen d'òrgans sexuals diferenciats morfològicament. La fecundació s'inicia amb el pas dels nuclis i del plasma (plasmogàmia) d'una cèl·lula haploide a una altra (somatogàmia). A vegades, però, la fecundació s'efectua entre les hifes acabades d'originar per la germinació de les basidiospores. A diferència dels ascomicets, el miceli dicàrion originat per la fecundació s'alimenta pels seus propis medis.
Al basidi es realitza normalment la meiosi i sovint, i amb anterioritat, la cariogàmia. A les dues etapes de divisió de la meiosi, segueix una mitosi, de manera que apareixen vuit nuclis basidials. Sovint, però, en maduren només quatre, i aquests poden distribuir-se per parelles entre les basidiospòres o degenerar-se la meitat d'aquests.
Les espores es formen a l'interior de prominències basidials especials anomenades esterigmes. Amb freqüència, aquests es divideixen en el protosterigma i l'espícula.
Les basidiòspores són expulsades de manera activa, malgrat que la força i la distància d'expulsió acostuma a ser de tan sols 0,1-0,2 mm, distància que si bé és escassa, és també suficient per a injectar les basidiòspores de l'himeni a l'aire en moviment.
Poc abans de l'expulsió, es forma una gota de líquid que augmenta de mida i expulsa l'espora amb aquesta. Aquesta gota està envoltada d'una paret cel·lular (la prolongació de la paret de l'esterigma) i a causa de l'augment ràpid de la mida de la gota de líquid, l'espora és alliberada.

## Galeria d’imatges

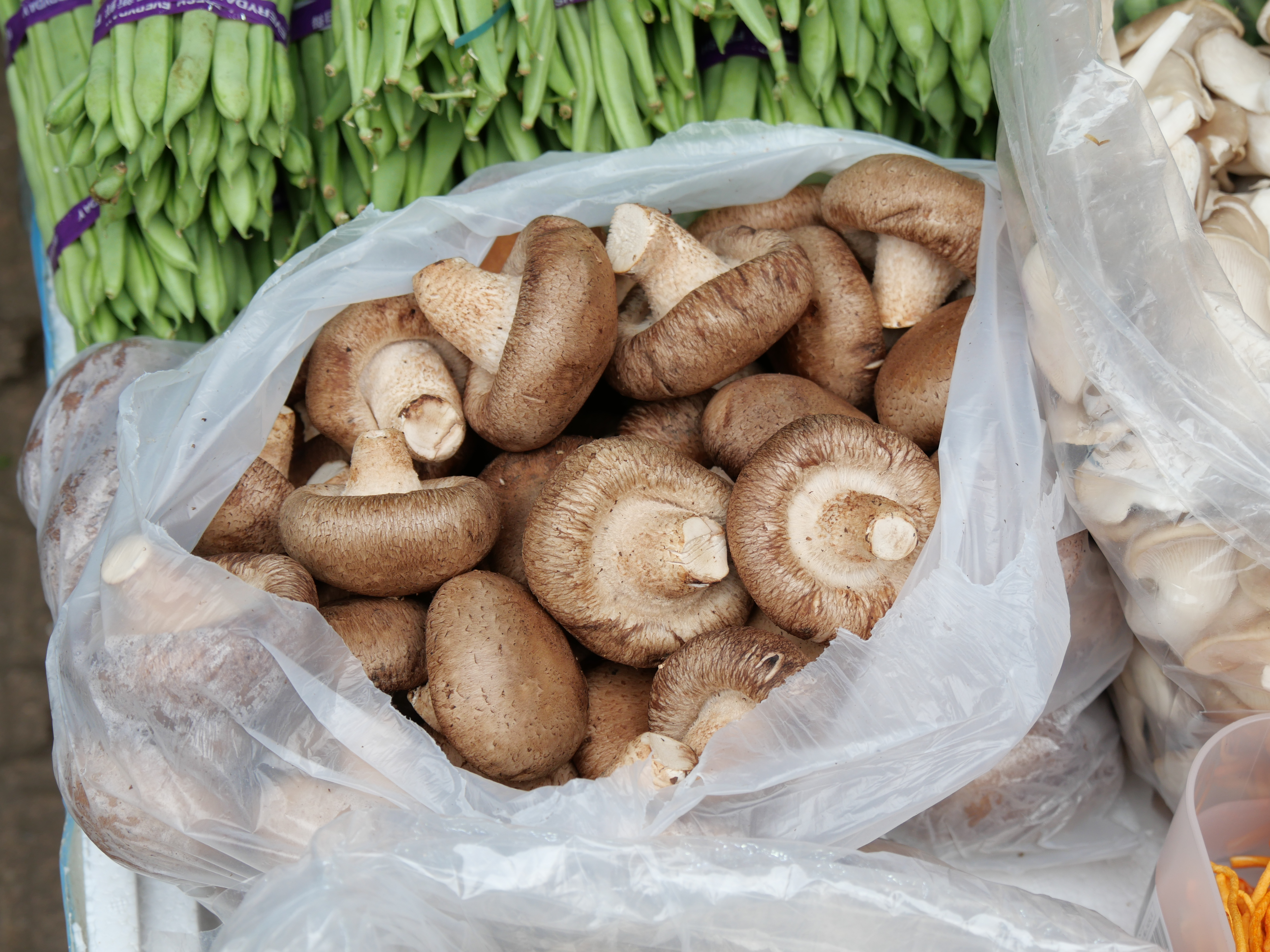
Bolet xiitake fresc al mercat de verdures de Hong Kong
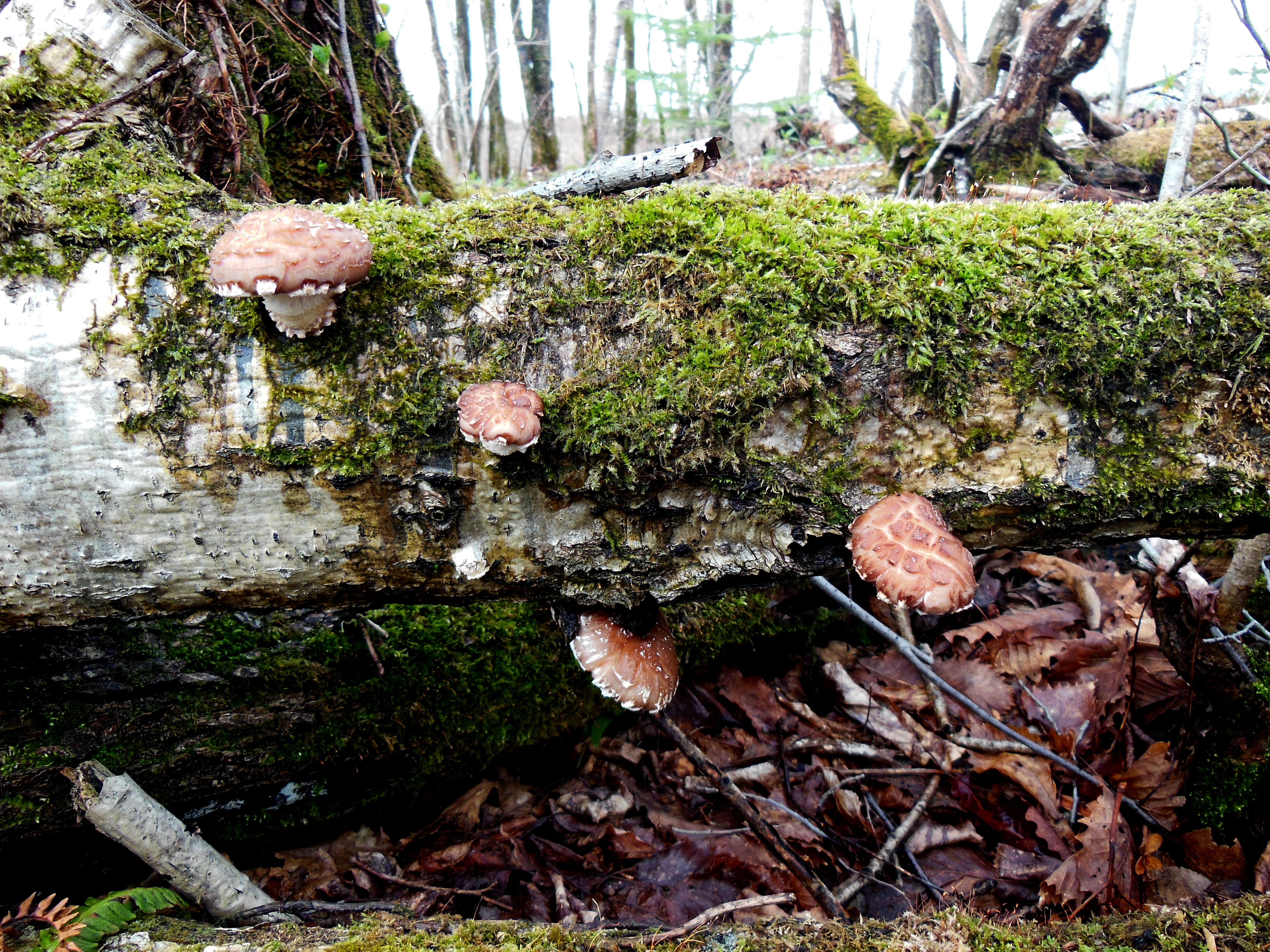
Xiitake creixent de manera salvatge a Hokkaido
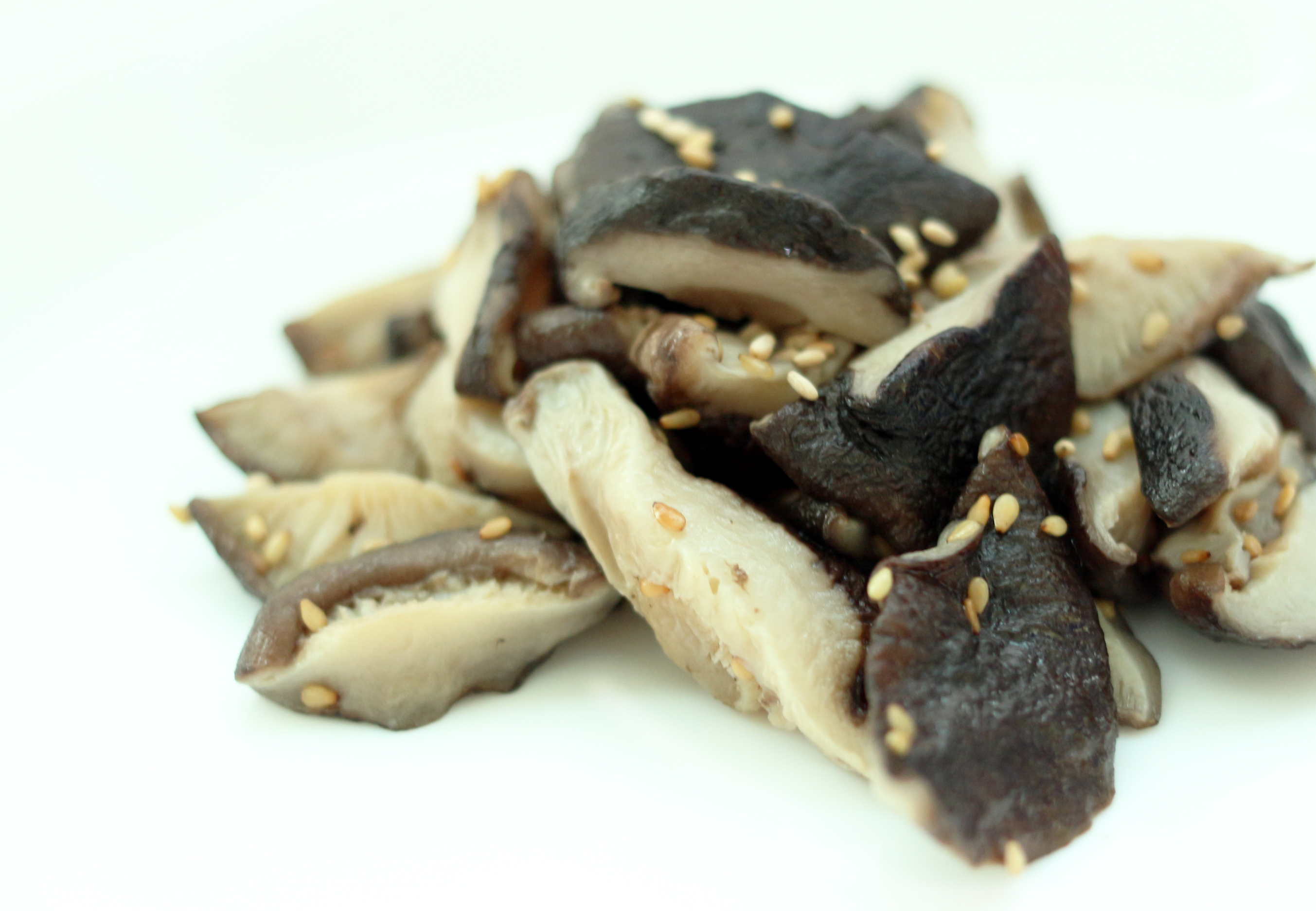
Pyogo- bokkeum coreà (bolet xiitake sofregit)
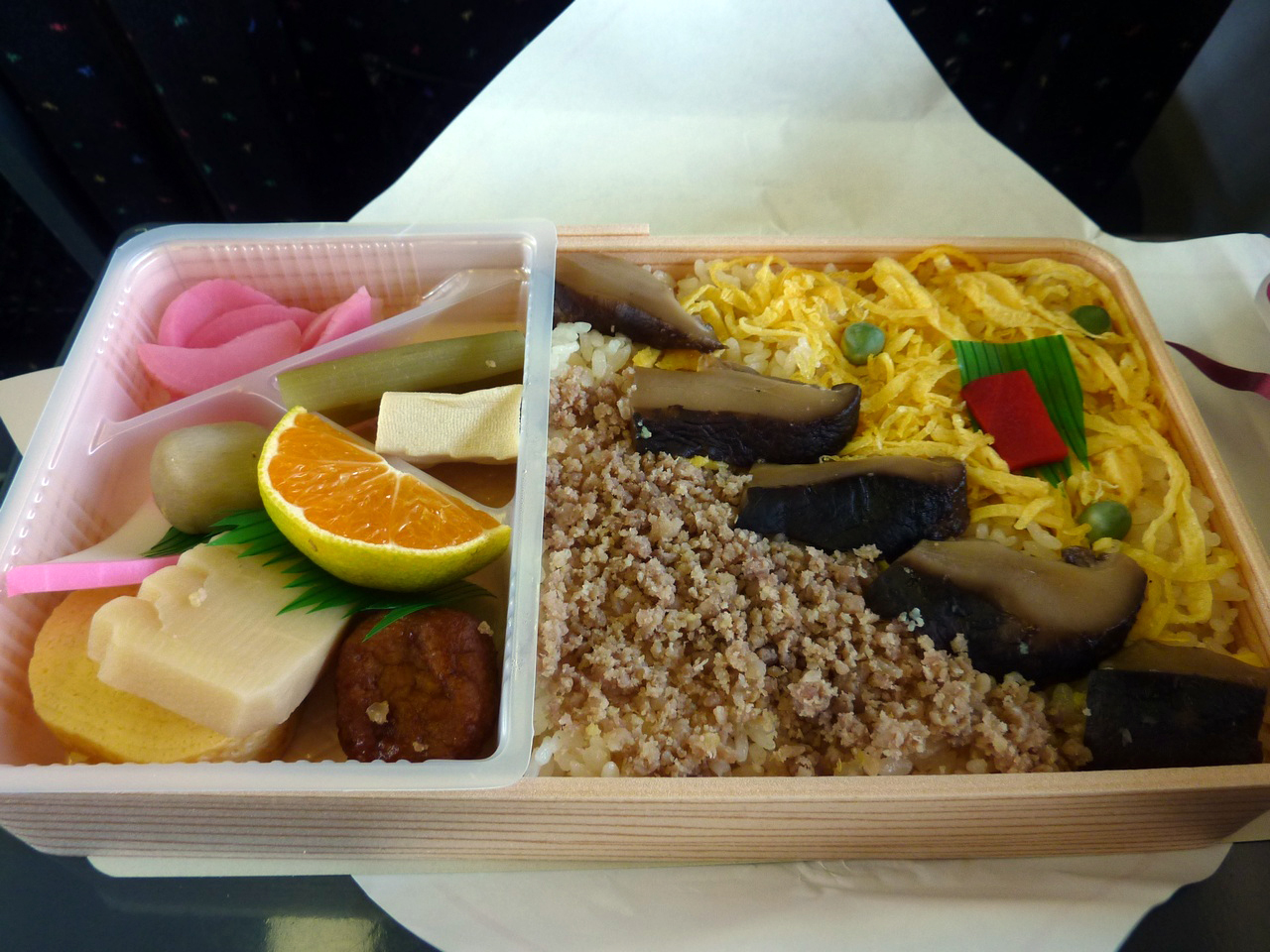
Ekiben japonès shiitake-meshi (arròs amb bolets xiitake)
- Vídeo en timelapse del creixement del xiitake
Lentina és un beta-glucà aïllat del bolet xiitake
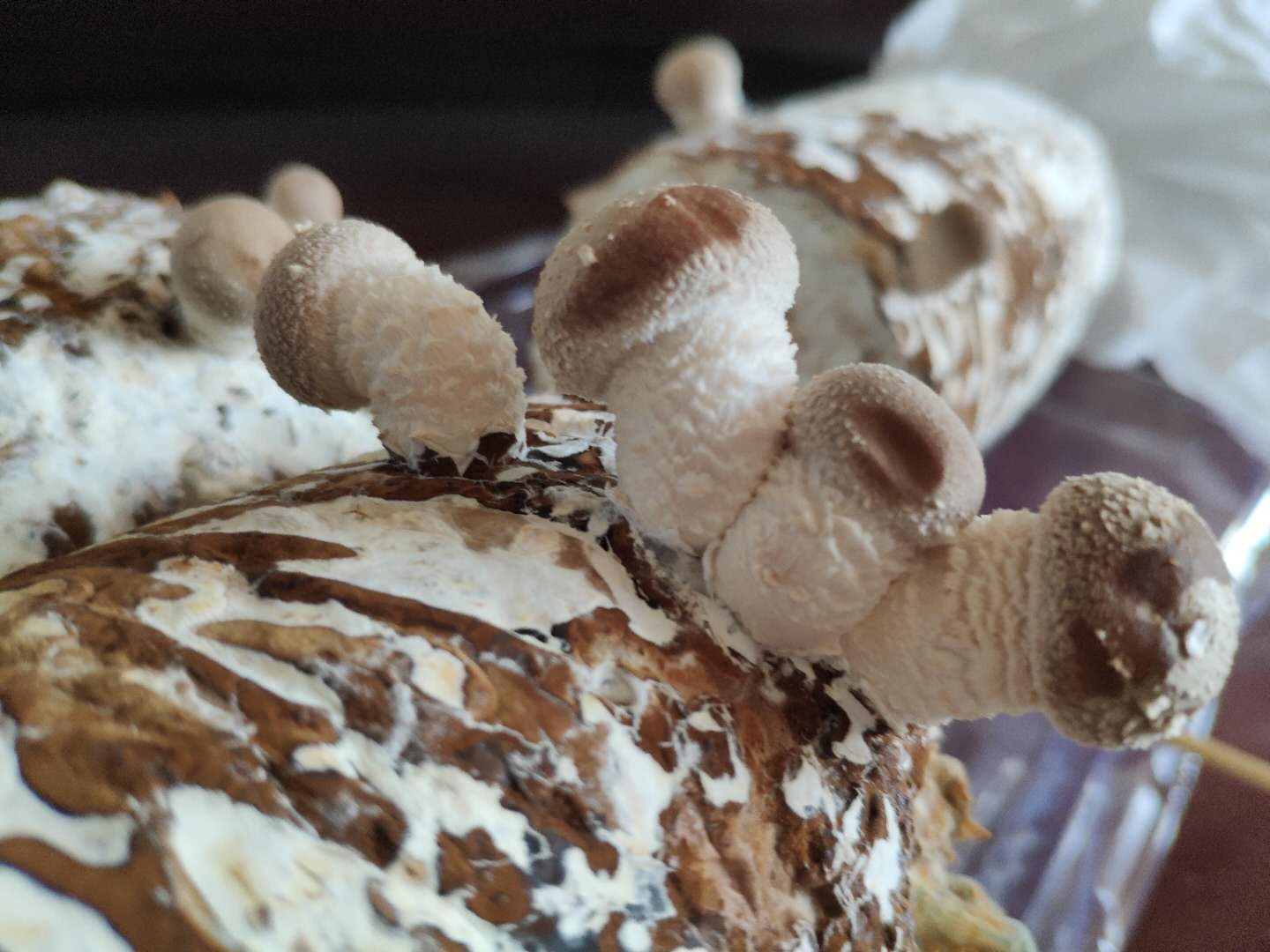
Bolets xiitake joves en un tronc